# مارک فایسون
ماارک فایسون (به انگلیسی: Mark Fyson) ژیمناست زادهٔ ۲۱ اوت ۱۹۸۱ میلادی اهل کشور بریتانیا است.